# 天煞-地球反擊戰
《ID4星際終結者》（英語：Independence Day）是一部於1996年上映的美國科幻動作電影，羅蘭·艾默瑞奇身兼導演及聯合編劇，演員包含威爾·史密斯、比爾·普曼、傑夫·高布倫、瑪麗·麥克唐奈、裘德·赫希、瑪格麗特·柯林、蘭迪·奎德、羅伯特·勞吉亞、詹姆斯·瑞布霍恩和哈維·菲爾斯坦等人。
《ID4星際終結者》於全球進帳逾8.17億美元，成為1996年最賣座，以及當時全球歷史票房第3高的電影。該片在第69屆奧斯卡金像獎上榮獲最佳視覺效果獎，並奪下最佳混音獎的提名。續集《ID4星際重生》於2016年6月24日在美國上映。
當時該片被暱稱為「ID4」，因為華納兄弟在1983年發行的一部電影，跟該片的原名一樣也叫做《獨立日》；該片的製片人狄恩·戴夫林希望透過增加此一名稱，能夠讓發行商二十世紀福斯的高層注意到，進而爭取「獨立日」此一名稱的版權。

## 劇情
1969年7月，人類首次登上月球，也在歴史上劃下了第一次接觸地外世界的記錄。20多年後，一個來源未知的大型宇宙母船突然開始靠近地球，而人類也即將面對一次史無前例的宇宙接觸。7月2日，美國新墨西哥州的外星探索中心（SETI）從月球區域探測到了一個神秘訊號，中心隨即將此事報告給五角大樓，大樓的所有人目睹這一切後極爲緊張，而時任美國總統湯瑪斯·J·惠特摩 (President Thomas J. Whitmore) 得知此事後與美國聯邦政府忙得不可開交。此時，宇宙船停靠在地球的衛星軌道上，船上幾十個面積足以覆蓋整個大城市的子船（城市毀滅者）亦分離出來，並於穿過大氣層後散布到地球各個大城市的上空停留。
事情使得世界各地引發了幾萬起騷亂、暴動、車禍，而有一小部分人開始著手調查。在紐約，一名衛星技術人員大衛·李文森 (David Levinson) 調查了有關於各個子船發出的訊號問題，但卻得知了一個驚人的事情。在洛杉矶，一名休假的美國海軍陸戰隊飛官上尉史蒂芬·希勒 (Captain Steven Hiller) 在得知宇宙船事情後被迫離開自己的女朋友茉莉 (Jasmine Dubrow) 和兒子狄倫 (Dylan Dubrow-Hiller) 返回基地。在加州帝王谷，一個參與過越南戰爭的農業飛行員羅素·凱斯 (Russell Casse) 在戰爭身心嚴重受創下將自己想像成曾經被外星人綁架過的人，在發現宇宙船來到後，因爲駕駛農用飛機在空中撒傳單而被警方拘留，之後他在同日晚上獲釋並駕駛露營車與自己的三個孩子一起離開。
大衛與父親朱利斯 (Julius Levinson) 到達白宮後，首先打給自己的前妻，也就是總統秘書康斯坦絲·史帕諾 (Constance Spano)，在她的幫助下進入了白宮。而大衛也對湯瑪斯等人說明了事實：外星人的宇宙母船通過連接地球衛星網絡知道了地球人接下來的所有行動、首先將子船停在地球所有主要城市上空後等待衛星時間倒數結束，而時間也只剩不到半小時！一開始湯瑪斯等人覺得荒唐至極，卻得知他所派遣的美軍直升機前往宇宙船所停靠的華盛頓上空並向宇宙船開啟燈效時，全部都被宇宙船發射的光彈打個粉碎。
後來，湯瑪斯在發布全國撤離令後，與自己的女兒、康斯坦絲、大衛、朱利斯、美國國防部部長艾伯特 (Albert Nimzicki) 等人坐直升機前往安德魯斯空軍基地撤離，也在走前派了直升機去接自己在洛杉矶的妻子瑪莉琳 (First Lady Marilyn Whitmore)。但在洛杉矶，大部分市民已經撤離，卻有一小部分激進分子來到大樓頂端去歡迎外星人。湯瑪斯等人登上空軍一號後開始撤離，大衛在上飛機後發現時間已到。此時，地球上所有的子船同時對陸地發射了一道藍色脈沖光束，光束瞬間將陸地上的大樓建築與汽車轟成碎片，大部分市民死於爆炸之中。
7月3日，美國所有著名的大型城市已經變成廢墟，一小部分幸存的人類開始尋找幸存者。在空軍一號上，湯瑪斯在爲所有死難者默哀時決定命令空軍對宇宙船進行攻擊，後來，以史蒂芬領導的騎士戰鬥機隊開始對宇宙船發射導彈，但卻親眼看見所有導彈全部被宇宙船周圍的綠色防護罩擋下，原本史蒂芬打算從上面進攻，卻發現自己的隊伍陸續被子船中出現的大量小型戰機擊落。史蒂芬在無力招架的情況下決定終止任務，也在被一架外星人戰機追逐時用計將它撞毀，史蒂芬也在戰機撞毀後抓到了一個外星人。在洛杉矶，茉莉與狄倫因爲躲進公路隧道的維修通道中而幸存，之後茱莉發現了一輛能開動的貨車，於是她就駕駛貨車接載狄倫與其他幸存者，並於廢墟中找到了墜機而受重傷的第一夫人瑪莉琳。
幾小時後，空軍一號上的官員商討下一步對策，艾伯特提出使用核武器，大衛在外面聽到之後表示強烈反對，在爭論中朱利斯告訴官員有一個神秘的地方——美國傳聞中研究外星人的軍事基地「51區」，湯瑪斯並不相信朱利斯的講法，但是艾伯特因爲到過這個地方而隨即相信他，於是空軍一號飛往該處降落，機上的人也從基地中的科學家得知這種外星人在幾十年前就來過地球，基地中也收藏著當年外星人所乘坐的小型戰機。後來，史蒂芬在沙漠中行走時遇到一個包括羅素在內的避難車隊，於是就引導他們來到51區，也向門口守衛展示了外星人後成功進入基地。史蒂芬在見到美國海軍陸戰隊司令威廉·格雷上將 (General William Grey) 後向他詢問狀況，卻得知自己的空軍基地已被外星人毀滅。
此時，51區的科學家打開史蒂芬捕獲的外星人的外殼後打算研究它的弱點，卻反遭它的心電感應能力控制。當湯瑪斯等人來到並打算跟它談判之際，外星人卻透過心電感應對湯瑪斯說出它們的目的：就是殺光星球上所有的生物而占領整個星球，當自然資源耗盡後移到下一個星球，而地球就是它們的下一個目標！衆人最後直接開槍射殺外星人，而湯瑪斯在別無選擇下決定使用核武器。後來，一架配有核彈的B-2轟炸機飛到休士頓對宇宙船發射了核導彈，原本衆人以爲外星人抵禦不過地球最強大的武器，卻發現被核彈打中的宇宙船竟能被防護罩擋下而安然無恙！在另一邊，史蒂芬駕駛一架直升機飛到自己的空軍基地，找到了紮住在基地避難的茉莉等人，也與自己的女友和兒子團圓，並解救了湯瑪斯的妻子瑪莉琳。湯瑪斯得知瑪莉琳獲救而欣喜若狂，醫護人員卻表示她因大量內出血無法治療，最終只能眼睜睜地看著妻子死在病床上。
7月4日，凌晨，大衛因爲始終毫無成果而絕望，而朱利斯爲了不讓大衛感冒而爲他披上大衣。此時，大衛卻意外想到了一個方法：利用外星人控制的地球衛星網絡來向外星人宇宙母船輸入電腦病毒，病毒會令外星人的防護罩全部失效，也就是說外星人將會失去防禦能力。衆人在試驗後決定可行而接受，並決定利用數十年前得到的外星人戰機進行移送，而史蒂芬則自願成爲駕駛員，與負責輸入病毒的大衛一同前往。在離開基地前，史蒂芬正式和茉莉結婚，而大衛也正式與康斯坦絲復婚。此時，一架宇宙船即將靠近51區，湯瑪斯開始招募當地的飛行員，部分人自願成爲戰鬥機飛行員，包括羅素。湯瑪斯隨後說明自己將是此次空戰的領導人，對衆人說明人類不會就此倒下，還正式慶祝了他們的獨立日。
早上，大衛與史蒂芬駕駛外星戰機朝母船飛去，在進入母船後目擊到了屬於外星人的文明。史蒂芬把外星戰機停泊在母船的戰機停放區後，大衛便開始輸入病毒，病毒生效並逐一干擾母船的系統。與此同時，在地球上，湯瑪斯領導的戰鬥機隊開始靠近宇宙船，湯瑪斯發射了一枚導彈作爲測試，卻再度被防護罩擋下。正當衆人認爲已無希望之際，湯瑪斯再度發射了一枚導彈，而導彈也在防護罩失效之下直接命中。所有人在導彈命中目標後歡呼，外星人戰機也馬上展開攻擊。另一邊廂，大衛與史蒂芬完成輸入病毒的任務後打算離開，卻發現戰機已經被外星人鎖住了。在地球上，戰鬥機雖然可以自由命中外星戰機，導彈卻已經所剩無幾。湯瑪斯決定把導彈發射至宇宙船的脈沖大炮發射口，卻發現自己的導彈已經用光。此時，羅素在千鈞一髮之際歸來並嘗試發射導彈，但自己的戰機導彈卻在關鍵時刻卡住，羅素最終決定利用自己的戰機去沖撞發射口，與自己的孩子和衆人告別後開著自己的戰鬥機與宇宙船同歸於盡，因而發現了宇宙船的致命弱點。
宇宙船的毀滅讓所有人歡呼不盡，並隨即用摩斯電碼去通知海外的軍隊如何殲滅宇宙船。而在母船中，史蒂芬與大衛認爲無路可逃後便打算跟母船同歸於盡，於是大衛把病毒的骷髅頭輸入至母船系統後，再向戰機停放區的控制台發射了一個限時30秒的核導彈。此時，史蒂芬發現自己的戰機在控制台被打破後脫離控制，也以最快的速度在千鈞一髮之際逃離了母船，而母船也在倒數計時結束後在宇宙中炸成碎片。
外星人母船感染病毒導致全世界的子船皆喪失防護罩而被擊墜，地球人因而舉世歡呼。湯瑪斯回到基地後與自己的女兒和衆人團聚。就在史蒂芬與大衛下落不明之時，大夥在沙漠中發現了一個信號源。湯瑪斯等人來到信號源地點後，找到了從墜落的外星戰機的硝煙中走出的史蒂芬與大衛，兩人也終於與自己的妻子和孩子們團圓，而衆人也看著母船碎片掉下的煙火慶祝他們的“獨立日”。

## 角色
- 威爾·史密斯 飾演 史蒂芬·希勒 (Captain Steven Hiller)，美國海軍陸戰隊F/A-18黃蜂式戰鬥攻擊機飛行員，駐紮在艾爾托洛基地（英语：Marine Corps Air Station El Toro）。
- 比爾·普曼 飾演 湯瑪斯·J·惠特摩 (President Thomas J. Whitmore)，美國總統，前戰鬥機飛行員，曾參加波斯灣戰爭。
- 傑夫·高布倫 飾演 大衛·李文森[6](David Levinson)，麻省理工畢業的電腦專家，在紐約的有線電視公司工作。
- 玛丽·麦克唐奈 瑪莉琳·惠特摩 (First Lady Marilyn Whitmore)，美國第一夫人。
- 裘德·赫希 飾演 朱利斯·李文森 (Julius Levinson) ，大衛的父親。該角色靈感源自於電影製片迪恩·德夫林（英语：Dean Devlin）的其中一位叔叔[5]。
- 羅伯特·勞吉亞 飾演 威廉·格雷上將 (General William Grey)，美國海軍陸戰隊司令。勞吉亞演出參考藍本為二次世界大戰後的將軍，尤其是喬治·巴頓[7]。
- 蘭迪·奎德 飾演 羅素·凱斯 (Russell Casse)，越戰退伍飛行員，在洛杉磯郊外從事農用飛機駕駛。聲稱自己曾在10年前被外星人抓獲並作為實驗品。
- 瑪格麗特·柯林 飾演 康斯坦絲·史帕諾 (Constance Spano) ，白宮新聞秘書，大衛的前妻。
- 薇薇卡·A·福克斯 飾演 茉莉·達布羅 (Jasmine Dubrow)，希勒的未婚妻，鋼管舞者。
- 詹姆斯·瑞布霍恩 飾演 艾伯特·尼姆斯基 (Albert Nimzicki)，美國國防部長。曾任中央情報局局長，因此是少數知道外星人存在機密的人之一。瑞布霍恩將該角色描述為像奧利弗·諾斯[8]。
- 哈維·菲爾斯坦（英语：Harvey Fierstein） 飾演 馬提·吉伯特 (Marty Gilbert)，大衛在有線電視公司的上司。
- 亞當·鮑德溫 飾演 米契爾 (Major Steven Mitchell)，美國空軍少校，51區的指揮官。
- 布倫特·斯派爾 飾演 布拉基許·歐昆博士 (Dr. Brackish Okun)，蓬頭垢面的科學家，負責在51區進行的外星人研究。片中似乎被一個外星人殺死，其實是與外星人心電感應而陷入昏迷，並在續集裡回歸[9]。
- 詹姆斯·杜瓦爾（英语：James Duval） 飾演 米格爾·凱斯 (Miguel Casse)，羅素的大兒子。
- 比爾·史密托維奇（英语：Bill Smitrovich） 飾演 華森 (Lt. Colonel Watson)，艾爾托洛基地黑騎士中隊的指揮官。
- 小亨利·康尼克 飾演 吉米·懷爾德 (Marine Captain Jimmy Wilder)，海軍上尉，史蒂芬的好友。
- 麗莎·雅克布（英语：Lisa Jakub） 飾演 艾莉莎·凱斯 (Alicia Casse)，羅素的二女兒。
- 朱賽佩·安德魯斯（英语：Giuseppe Andrews） 飾演 特洛伊·凱斯 (Troy Casse) ，羅素的小兒子。
- 羅斯·巴格萊（英语：Ross Bagley） 飾演 狄倫·達布羅，茉莉的兒子，史蒂芬的繼子。
- 梅·惠特曼 飾演 派翠西亞·惠特摩 (Patricia Whitmore)，總統的女兒。
- 琪爾斯頓·華倫（英语：Kiersten Warren） 飾演 蒂芬妮 (Tiffany)，茉莉的好友。

## 迴響

### 評價
根據爛蕃茄上收集的75篇專業影評文章，其中50篇給出了「新鮮」的正面評價，「新鮮度」為67%，平均得分6.53分（滿分10分），而基於另一影評網站Metacritic上的19篇評論文章，其中9篇予以好評，2篇差評，8篇褒貶不一，平均分為59（滿分100）。據CinemaScore調查，觀眾的平均評價於A+至F間落於「A」。
評論家寫道，電影具有「死板」和「老套」的角色及薄弱的對話。然而，白宮的毀滅鏡頭已被公認為是視覺效果的里程碑，也是20世紀90年代最令人難忘的場景之一。在2010年的一次投票中，《娛樂週刊》的讀者將其評為過去20年來第二偉大的夏季電影，僅次《侏儸紀公園》。
美國電影學會得獎列表
- AFI百年百大驚悚電影 - 提名[22]
- AFI十大類型十大佳片 - 科幻電影提名[23]

### 票房
《ID4星際終結者》為1996年最賣座的電影，擊敗《龍捲風》和《不可能的任務》。在美國，電影於首映週共進帳1.043億美元，包含於5天假期期間的9,610萬美元，以及該週末的5,020萬美元。這3項成績打破3年前由《侏儸紀公園》所創下的紀錄。《ID4星際終結者》於美國蟬聯3週的票房冠軍，與其他地區的收入分別為306,169,268和511,231,623美元。票房總計817,400,891美元，曾一度在全球歷史票房總榜上僅落後《侏儸紀公園》排名第二。Box Office Mojo估計，該片在美國共售出超過6,626萬張門票。
台灣方面，最終全台票房為新台幣3.6億元。

### 榮譽
| 獎項           | 類別                           | 獲提名者                                                   | 結果 |
| -------------- | ------------------------------ | ---------------------------------------------------------- | ---- |
| 電影音響學會獎 | 最佳混音                       | 克里斯·卡本特、鮑勃·比默、比爾·W·班頓和傑夫·韋克斯勒       | 提名 |
| 奧斯卡金像獎   | 最佳混音                       | 克里斯·卡本特、鮑勃·比默、比爾·W·班頓和傑夫·韋克斯勒       | 提名 |
| 奧斯卡金像獎   | 最佳視覺效果                   | 沃克·恩格爾、道格拉斯·史密斯、克萊·平尼和約瑟夫·韋斯科西爾 | 獲獎 |
| 土星獎         | 最佳特效                       | 沃克·恩格爾、道格拉斯·史密斯、克萊·平尼和約瑟夫·韋斯科西爾 | 獲獎 |
| 土星獎         | 最佳科幻電影                   | 《ID4星際終結者》                                          | 獲獎 |
| 土星獎         | 最佳導演                       | 羅蘭·艾默瑞奇                                              | 獲獎 |
| 土星獎         | 最佳編劇                       | 羅蘭·艾默瑞奇和狄恩·德夫林                                 | 提名 |
| 土星獎         | 最佳服裝                       | 約瑟夫·A·波羅                                              | 提名 |
| 土星獎         | 最佳男配角                     | 布蘭特·史賓納                                              | 提名 |
| 土星獎         | 最佳女配角                     | 薇薇卡·A·福克斯                                            | 提名 |
| 土星獎         | 最佳年輕演員                   | 詹姆斯·杜瓦爾                                              | 提名 |
| 土星獎         | 最佳音樂                       | 大衛·阿諾德                                                | 提名 |
| 土星獎         | 最佳男主角                     | 傑夫·高布倫                                                | 提名 |
| 土星獎         | 最佳男主角                     | 威爾·史密斯                                                | 提名 |
| 兒童票選獎     | 最受歡迎男演員                 | 威爾·史密斯                                                | 提名 |
| 兒童票選獎     | 最受歡迎電影                   | 《ID4星際終結者》                                          | 獲獎 |
| 雨果獎         | 最佳戲劇表現                   | 《ID4星際終結者》                                          | 提名 |
| 年輕藝術家獎   | 最佳年輕演員 - 10歲或以下      | 羅斯·巴格萊                                                | 提名 |
| 全美民選獎     | 最受歡迎劇情類電影             | 《ID4星際終結者》                                          | 獲獎 |
| MTV電影大獎    | 最佳動作場景                   | 外星人炸毀城市                                             | 提名 |
| MTV電影大獎    | 最佳電影                       |                                                            | 提名 |
| MTV電影大獎    | 最佳男演員                     | 威爾·史密斯                                                | 提名 |
| MTV電影大獎    | 最佳突破演出                   | 薇薇卡·A·福克斯                                            | 提名 |
| MTV電影大獎    | 最佳接吻                       | 威爾·史密斯和薇薇卡·A·福克斯                               | 獲獎 |
| 葛萊美獎       | 為電影或電視創作的最佳器樂作品 | 大衛·阿諾德                                                | 獲獎 |
| 衛星獎         | 最佳視覺效果                   | 沃克·恩格爾、道格拉斯·史密斯、克萊·平尼和約瑟夫·韋斯科西爾 | 獲獎 |
| 衛星獎         | 最佳電影剪輯                   | 大衛·布雷                                                  | 獲獎 |
| 每日電影獎     | 最佳外語電影                   | 《ID4星際終結者》                                          | 獲獎 |
| 日本電影金像獎 | 最佳外語電影                   | 《ID4星際終結者》                                          | 提名 |
| 阿曼達獎       | 最佳外語電影                   | 《ID4星際終結者》                                          | 提名 |
| 百視達娛樂獎   | 最受歡迎男主角 - 科幻          | 威爾·史密斯                                                | 獲獎 |

## 续集
2011年6月24日，徳夫林证实他和艾默瑞奇已經寫了2部續集的前期綱要使其形成三部曲，同时艾默瑞奇与徳夫林皆表示渴望威尔·史密斯回歸续集。然而，10月，由于福斯拒绝提供5,000万美元的薪水要求由史密斯接拍两部续集，讨论史密斯的重返银幕方案被停止。然而艾默瑞奇却保证无论史密斯的参与与否，這些電影都將採取背靠背的拍攝方式進行。
2013年3月，艾默瑞奇表示，新电影的标题將是《永远的独立日：第一部分》（ID Forever Part I）和《永远的独立日：第二部分》（ID Forever Part II）。2014年11月，電影取得福斯的綠燈，上映日期定于2016年6月24日。這將會是一部獨立的續集，按照原定計畫，其不會分裂成兩個部分，拍攝始於2015年5月，選角之後，工作室鎖定艾默瑞奇擔任該片的導演。12月，徳夫林確認艾默瑞奇將執導續集。2015年6月，艾默瑞奇宣布官方片名為《Independence Day Resurgence》。
《ID4星際重生》於2016年6月24日上映。